# 黄金谷站

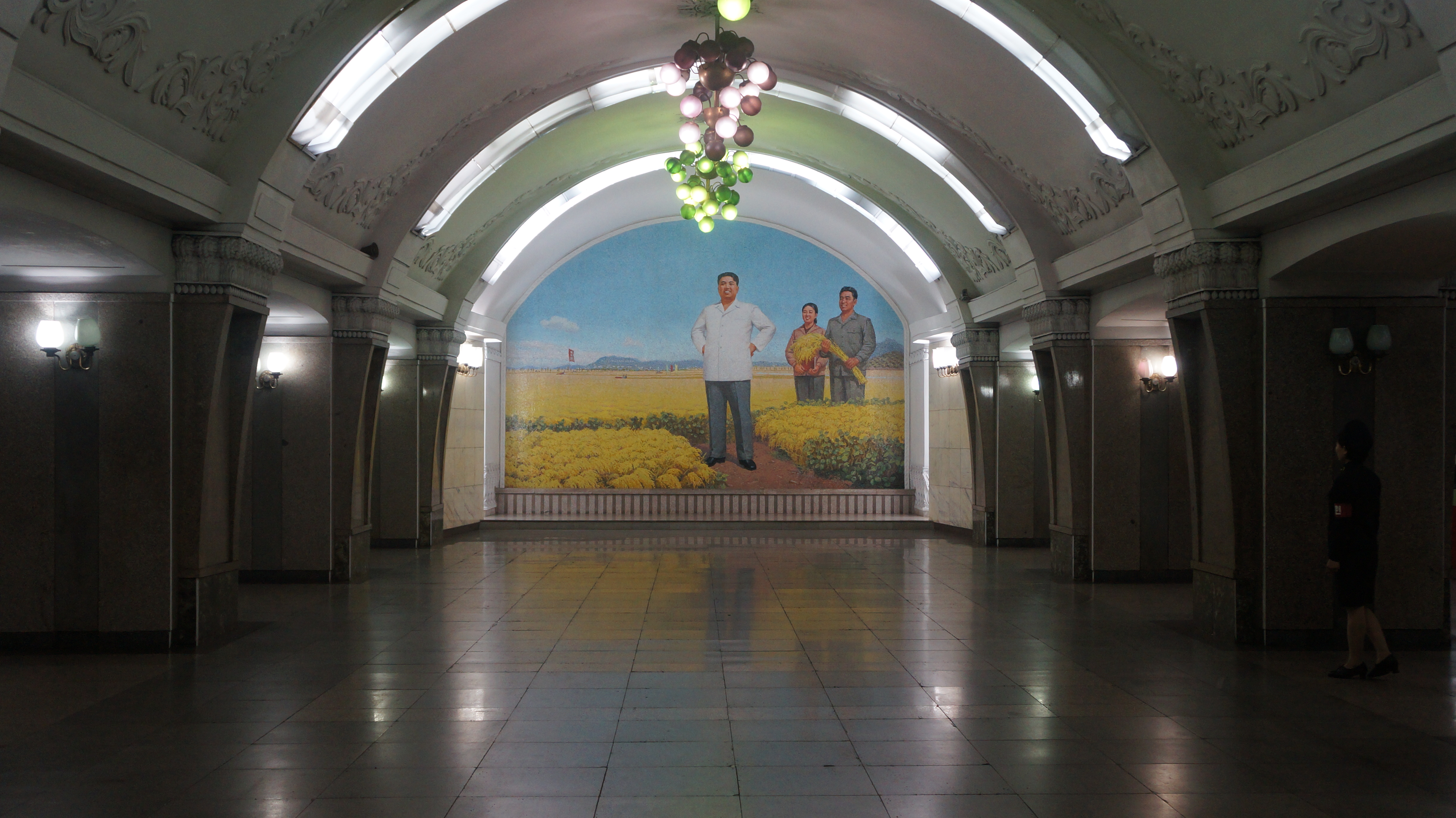
車站內部

黄金谷站（朝鲜语：／ Hwanggŭmbŏl yŏk */?），是平壤地铁革新线的一个车站，于1978年9月6日启用。

## 车站周边
- 清流館（普通江沿岸、中区域東城洞的一系列餐馆）